# Факултет „Икономика на инфраструктурата“ (УНСС)
Факултет „Икономика на инфраструктурата“ е основно звено в Университета за национално и световно стопанство. С решение на Академичния съвет е преименуван на факултет „Икономика на инфраструктурата“ на 31 май 1995 г.
Той е продължител на факултетите „Търговски“, „Търговско-транспортен“, „Инфраструктура и услуги“. В него по 6 специалности се обучават студенти в бакалавърска, магистърска степен и докторанти.

## Дейност
Факултетът се фокусира върху обучението в бакалавърски, магистърски, докторски програми и подготовката на специалисти по организация и управление на дейностите, свързани с развитието на инфраструктурата, мениджмънта на инфраструктурните проекти и публичната администрация.

## Структура
- катедра „Медии и обществени комуникации“
- катедра „Икономика на транспорта“
- катедра „Национална и регионална сигурност“
- катедра „Стопанска логистика“
- катедра „Икономика на туризма“
- катедра „Икономика на търговията“